# Littérature mauricienne
La littérature mauricienne, c'est-à-dire la littérature conçue à l'île Maurice (fort d'une population d'environ 1 300 000 Mauricien(ne)s en 2024, contre 20 000 en 1767), est vieille de deux siècles et regroupe en son sein des auteurs divers, de Xavier Le Juge de Segrais à Léoville L'Homme en passant par Marcel Cabon, Malcolm de Chazal, Khal Torabully, Ananda Devi, Shenaz Patel, Amal Sewtohul, Nathacha Appanah, Magda Mamet, Marie-Thérèse Humbert et Barlen Pyamootoo, Carl de Souza. On peut noter certains auteurs internationalement connus, comme J. M. G. Le Clézio, lauréat du prix Nobel de littérature en 2008 et Édouard J. Maunick.
Elle a été traversée par des thèmes aussi divers que l'exotisme, le métissage, les conflits sociaux et raciaux, l'indianocéanisme ou, plus récemment, par des constructions alliant postmodernisme et post-structuralisme, notamment dans la coolitude, conçue comme un humanisme du divers né en terre mauricienne. Elle se parle, se raconte, se chante, s'écrit principalement en français, anglais, et créole mauricien, mais aussi en créole rodriguais, en créole chagossien, en créole agaléen, en bhodjpouri.
Deux théories littéraires ont émergé de ce terreau irrigué par la mer indienne.

## Langues
Outre les littératures anglophone et francophone, il existe, à l'oral comme à l'écrit, une littérature en créole mauricien et en bhodjpouri, surtout depuis l'indépendance en 1968.

## Littérature coloniale
La littérature coloniale à Maurice est proche de la littérature réunionnaise de l'époque (Jacques-Henri Bernardin de Saint-Pierre, Marius-Ary Leblond, Leconte de Lisle). 
Une littérature en langue créole, véhiculant les mêmes stéréotypes, est créée à la Réunion par Louis Héry (1808-1856), en partie à l'imitation de ce qu'a fait antérieurement, à Maurice, François Chrestien (1767-1846), Fables créoles (1822),.
Parmi les romanciers de romans coloniaux mauriciens d'après 1900, ou romans de la plantation (terme-titre de l'article de Vinesh Y. Hookoomsing, 2005) :
- Marie Leblanc (1867-1915), nouvelliste, romancière, traductrice, journaliste
- Savinien Mérédac (1880-1939)[5], Polyte (1926)
- Clément Charoux (1887-1959)[6], Ameenah (1935)
- Arthur Martial (1899-1951)[7],[8], La Poupée de chair (1933)

## Indiaocéanisme
Le néologisme d'indianocéanisme apparaît en 1961, quand le mauricien Camille de Rauville conçoit que les littératures de l'océan Indien revêtent des spécificités qui peuvent, cependant, présenter un substrat commun, notamment autour du polylinguisme et du métissage : « Le climat, le métissage psychique commun aux divers pays et ethnies mêlées qui composent le substrat des îles australes de l'océan Indien et qui se manifeste à travers le brassage de leurs ethnies, de leurs coutumes, de leurs pensées et croyances ainsi que dans leur(s) littérature(s). »

### Mythe et brassage
À Maurice et à Madagascar, des textes littéraires brassent des éléments d'oralité, d'oraliture, du créole, du français, de l'hindi, parmi d'autres langues. 
Le mythe de la Lémurie, développé par Jules Hermann, et repris par Malcolm de Chazal et Robert Edward Hart, indique un mythe tellurique fondateur, qui relierait ces îles dispersées en une contrée de l'imaginaire, qui aurait une genèse géographique commune. 
S'y retrouvent le métissage, la nature rousseauiste, le multiculturalisme, la prévalence de la francophonie.
Ce concept a(vait) pour objectif de créer une unité par ces thèmes, afin de désenclaver Madagascar, Maurice, La Réunion, Les Seychelles, Comores et Rodrigues et de les positionner non plus en périphérie d'autres espaces dominants mais au centre d'une histoire réappropriée.

### Coolitude
Cette poétique née de la diversité de l'océan Indien, premier océan de la mondialisation, ne s'appuie pas sur les catégorisations définies par l'indiaocéanisme, en privilégiant une mise en relation par ce qu'on appelle l'imaginaire corallien.
En effet, la coolitude se défie des paradigmes raciaux ou ethniques, investissant davantage dans l'imaginaire et des théories issues du postmodernisme, du post-structuralisme et des études postcoloniales, pour engager un dialogue ouvert sur le monde, notamment avec la créolisation proposée par Édouard Glissant ou les pensées d'Umberto Eco, de Jacques Lacan, de Homi Bhabha, Edward Saïd ou de Spivak, parmi d'autres.

## Auteurs & œuvres
- Écrivains mauriciens, Nouvellistes mauriciens, Poètes mauriciens, Romanciers mauriciens
- Liste d'écrivains mauriciens, Liste d'écrivains mauriciens francophones/anglophones (en)

### 1800
- Évenor Hitié (1806-1901), Histoire de Maurice (1897)
- Eugénie Poujade (1814-1881), romancière, poétesse, Souffrance et rêverie ! (1855), Contes de ma tante Joséphine (1864)...
- Caroline Lenferna de Laresle (1824-1900), religieuse,
- Léoville L'Homme (1857–1928)[9], poète
- Marie Leblanc (1867-1915)[10], animatrice culturelle (revue), traductrice, La Vie et le rêve (1890)
- Joseph Elphège Evenor Mamet (1873-1945), poète
- Pierre De Sornay (1876-1968)[11], agronome, écrivain
- Savinien Mérédac (1880-1939)[12], ingénieur, écrivain, Sincérités (1923), L’épingle de cravate (1929)...
- Robert Edward Hart (1891-1954), poète, Les Voix intimes, poèmes... (1920), L'Ombre étoilée (1924), Respiration de la vie (1932), La joie du monde (1934), Résurrection de l'enfance (1940), Le poëme de l'Île Maurice (1947)...
- Raymonde de Kervern (1899-1973), poétesse, Cloches mystiques (1928), Le Jardin féerique (1935), Apsara la danseuse (1941), Abîmes (1951)

### 1900
- Malcolm de Chazal (1902-1981), francophone, poète
- Marie-Aimée de Kermorvan (1904-1985), poétesse, Soleil de France (1929), Jeu de balance (1936)
- Jean Urruty (1904-1983), journaliste et critique littéraire

### 1910
- Camille de Rauville (1910–1986)[13], Littérature et anthologie de l'Océan Indien 1773-1980 (1980)
- Auguste Toussaint (1911-1987)[14]
- René Noyau (1911-1984), alias Jean Erenne, poète, L’Ange aux pieds d’airain (1934), Le Labyrinthe illuminé (1939), Le Poinçon de cristal (1942), Tention Caïma (1971)...
- Marcel Cabon (1912-1972)[15], poète, biographe, Ébauches (1932), Fenêtres sur la vie (1933)...
- Rita Marcelle Lagesse (1916-2011)[16], Les contes du samedi (1945), Villebague (1961), Des pas sur le sable… et la première marée les effaça (1975)...
- Magda Mamet (1916-2012), journaliste, poétesse, nouvelliste, Nuit sans mémoire (1973), L'Enfant de possession (1995)
- Alix d'Unienville (1918-2015), écrivaine, Le Trésor de Dieu (1976)

### 1920
- Pierre Renaud (1921–1976), poète, francophone
- Somdath Bhuckory (1921-1980)[17]
- Deepchand Beeharry (1927-)
- Rivaltz Quenette (1928-2015), anglophone
- Moonindra Nath Varma (1929-2018), anglophone

### 1930
- Amédée Nagapen (1930-2012)[18], religieux, historien
- Geneviève Pitot (1930-2002), le shekel mauricien (2014)
- Raymond Chasle (1930–1996)[19], diplomate, poète, Le Corailleur des limbes. Versos interdits (1970), Vigiles irradiées (1973), L'Alternance des solstices (1975)
- Édouard J. Maunick (1931-2021)
- Lilian Berthelot (1932-2012)[20]
- Jean Fanchette (1932–1992), poète, psychanalyste, Osmoses (1954), Les Midis du sang (1955), Archipels (1958), Identité provisoire (1965), Je m’appelle sommeil (1977), La Visitation de l’oiseau pluvier (1980), Mémoire de la saxifrage (1956-1991
- Azize Asgarally (1933-)[21], enseignant, dramaturge, politique, époux de Renée Asgarally, Man in hiding (1958)
- Jeanne Gerval Arouff (1936-)[22], enseignante, artiste, écrivaine, Je t’offre ma terre (1990)
- Abhimanyu Unnuth (1937-2018)
- Shakuntala Hawoldar (1937–2018), anglophone
- Jagadish Manrakhan (1938-2013), anglophone, universitaire
- Joseph Tsang Mang Kin (en) (1938-)
- Monique Dinan (1939-)[23], Une Ile éclatée (1985), The Mauritian kaleidoscope (1986)
- Chit Dukhira (1939-), anglophone
- Hassam Wachill (1939–)[24], Eloge de l'ombre (1980), Cycle des larmes (1983), La rive-errance (2010)
- Renée Asgarally (1939-2010)[25], romancière, Quand montagne prend difé… (1977), Tension gagne corne (1979), Les filles de Madame Laljee (1981), Tant que soufflera le vent (1984)

### 1940
- Marie-Thérèse Humbert (1940-) francophone, romancière[26]
- J. M. G. Le Clézio (1940-), romancier, essayiste
- Yacoob Ghanty (1940-), anglophone
- Henri Favory (1941-), dramaturge
- Dev Virahsawmy (1942-), anglophone et créolophone, poète, romancier et essayiste, Li (1977), Bef dâ disab: pies â de ak (1979)...
- Bertrand Odelys (1946-), anglophone et francophone
- Lindsey Collen (1948-), créolophone et anglophone, romancier et essayiste
- Carl de Souza (1949-), romancier, nouvelliste, dramaturge

### 1950
- Issa Asgarally (en) (1950 ?)[27], linguiste, Littérature et révolte (1985), L'interculturel ou La guerre (2005)
- Miselaine Duval (1950 ?), comédienne (dont la série Fami Pa Kontan), scénariste, productrice
- Bertrand de Robillard (1952-)[28], romancier, poète, L’Homme qui penche (2003)
- Alain Gordon-Gentil (1952-)[29], journaliste, romancier, essayiste, dramaturge, cinéaste[30], Quartiers de Pamplemousses (1999), Légère approche de la haine (2009), Devina (2009), J'attendrai la fin du monde (2016)
- Aslakha Callikan-Proag (1955-2020)
- Vinod Rughoonundun (1955-)[31], poète, nouvelliste, Mémoire d’Étoile de Mer (1993)
- Khal Torabully (1956-), poète, sémiologue, théoricien, Fausse-île (1981), Appels d'Archipels, Cale d'étoiles-Coolitude (1992), Chair corail, fragments coolies (1996) ...
- Ananda Devi (1957– ), francophone, Solstices (1977), Ève de ses décombres (2006), Le Sari vert (2009), Les Hommes qui me parlent (2011), Le rire des déesses (2021)...

### 1960
- Barlen Pyamootoo (1960-), romancier
- Sedley Richard Assonne (1961-)[32], francophone et créolophone, journaliste, poète, écrivain, biographe, Robis (1996), Vertiz leternite: enn rekey poem (1996), Les femmes du séga (2009)
- Sudhir Hazareesingh (1961-), histoiren, anglophone
- Michel Ducasse (1962-)[33], francophone-créolophone, poète
- Jacques Edouard (1964– ), francophone, journaliste, poète, écrivain, Contes de Rodrigues (1985), Contre danse (1985), Vapeur bronches d'algues (2005)
- Eric Bahloo (en) (1964-)
- Shenaz Patel (1966– ), francophone et créolophone, romancier et dramaturge, Le Portrait Chamarel (2002), Sensitive (2003), La Phobie du caméléon (2005), Le Silence des Chagos (2005)...
- Catherine Boudet (1968-), francophone, enseignante, journaliste, poète, politologue, Résîliences (2007), Journal du Gardien des Horizons (2015)
- Christine Duvergé (1969– ), francophone[34]
- Sylvestre Le Bon (1969-)[35], romancier, poète, essayiste, Une destinée bohémienne (2011)

### 1970
- Yusuf Kadel (1970– ), francophone, poète et dramaturge
- Umar Timol (1970– )[36], francophone, écrivain, romancier, poète, Le Journal d’une vieille folle (2012)
- Anil Rajendra Gopal (1970– ), francophone, créolophone, poète
- Stefan Hart de Keating (1971– ), francophone, poète slameur
- Amal Sewtohul (1971-), romancier, Histoire d’Ashok et d’autres personnages de moindre importance (2001)
- Nathacha Appanah (1973– ), francophone, en France, Les Rochers de Poudre d'or (2003), Le Dernier Frère (2007), Tropique de la violence (2016), Le Ciel par-dessus le toit (2019), Rien ne t'appartient (2021)
- Cassandra (Sandrine) Piat (1973– ), anglophone, écrivain
- Priya Hein (1976-), anglophone-germanophone-créolophone, écrivaine
- Ashvin Dwarka (en) (1977-)
- Rishy Bukoree (1977-)[37], francophone-anglophone-créolophone, poète, Solfatare : liberté d’expression (1999)
- Natasha Soobramanien (1979 ?), Genie and Paul[38],[39]

### 1980-present
- Davina Ittoo (1983-), francophone, nouvelliste, La Proscrite (2015), romancière, Misère (2019),  Lorsque les cerfs-volants se mettront à crier (2021)
- Ariel Saramandi (1992 -)
- Aqiil Gopee (en) (1997-)

### Galerie

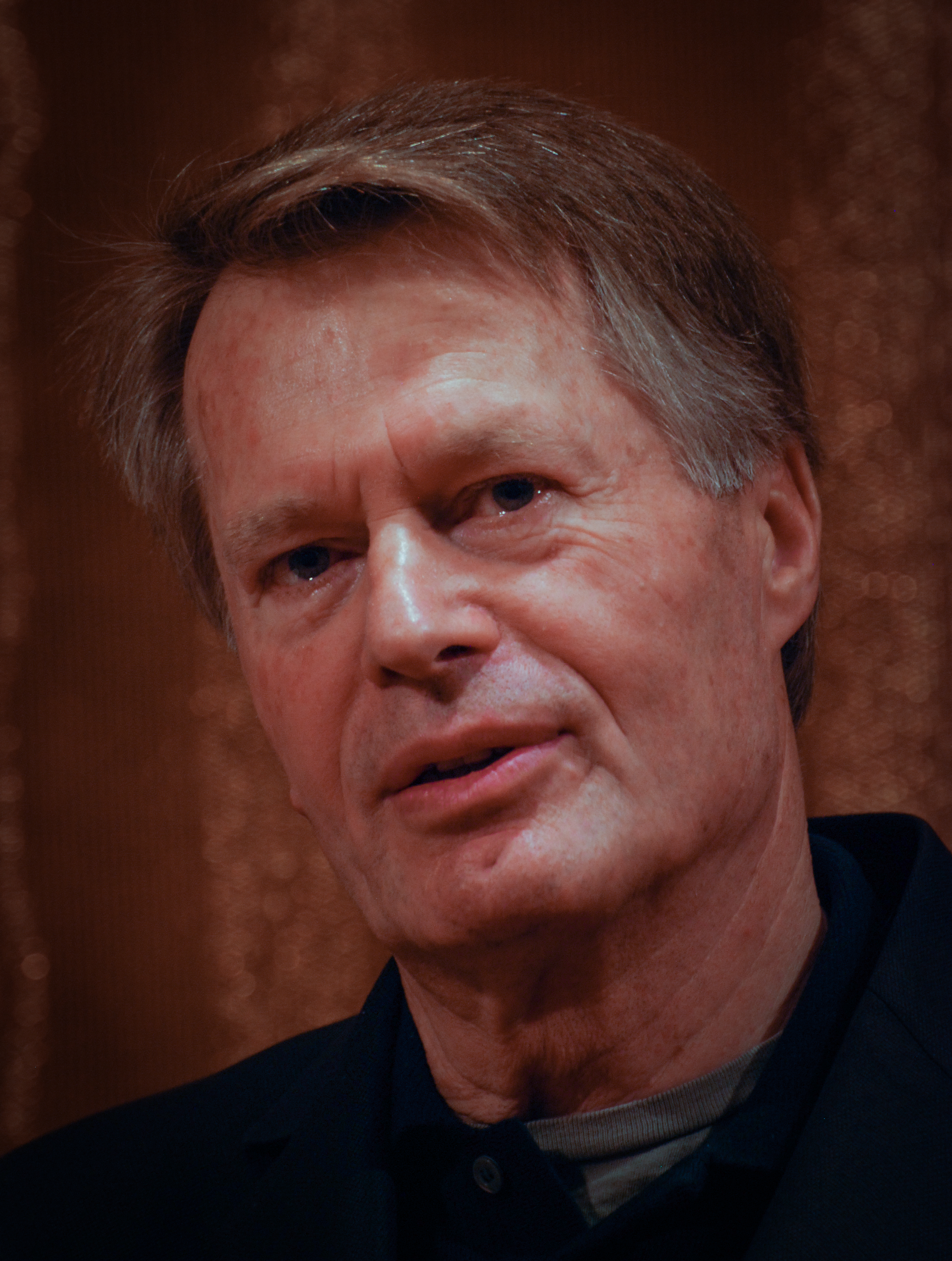
J. M. G. Le Clézio
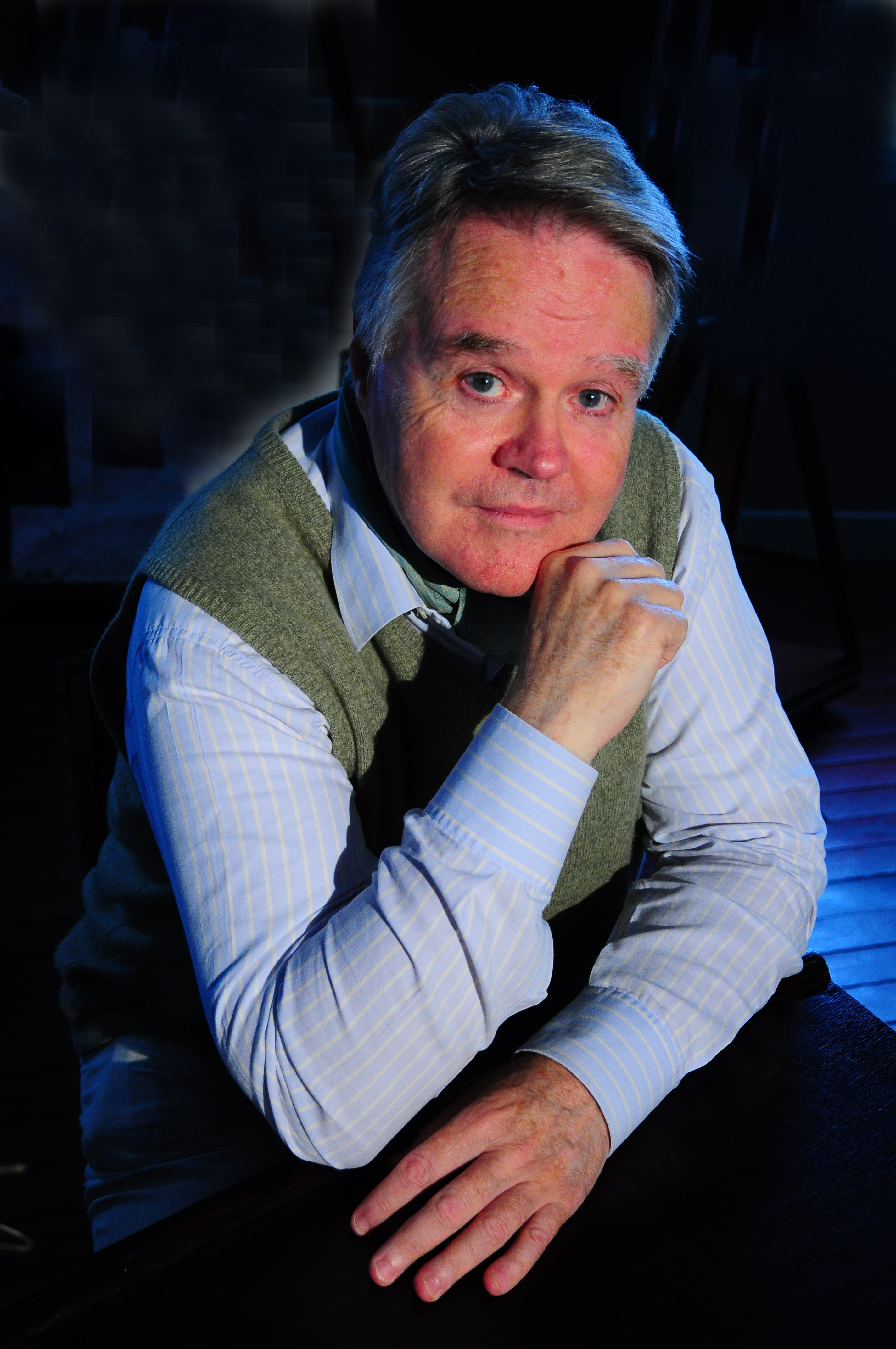
Bertrand Odelys
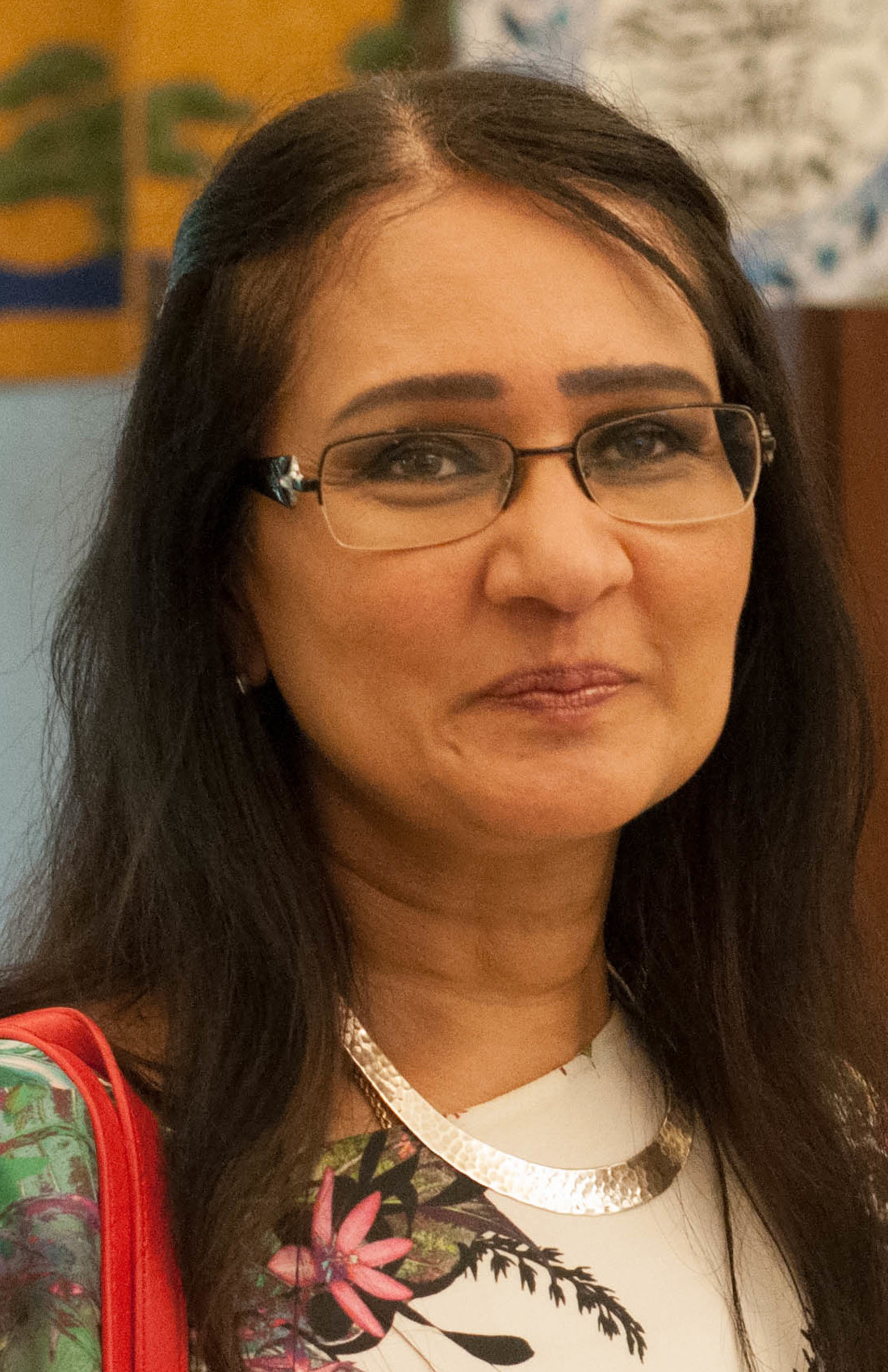
Ananda Devi (1957-)
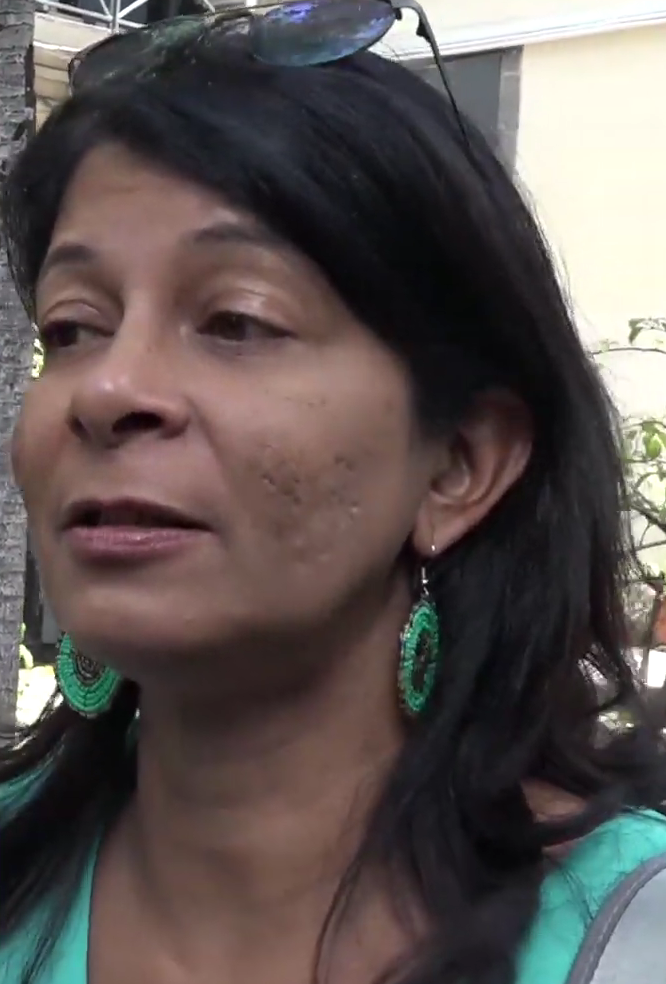
Shenaz Patel (1966-)
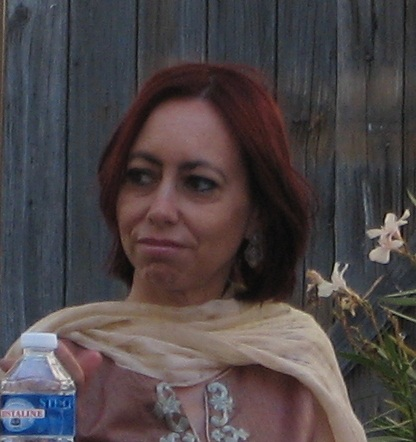
Catherine Boudet (1968-)
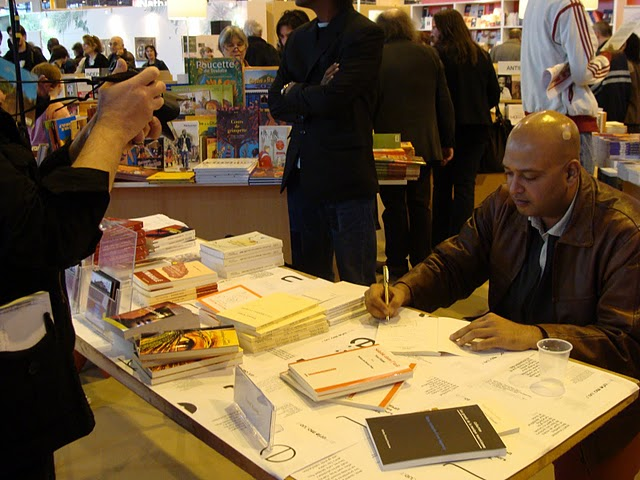
Yusuf Kadel (1970-)
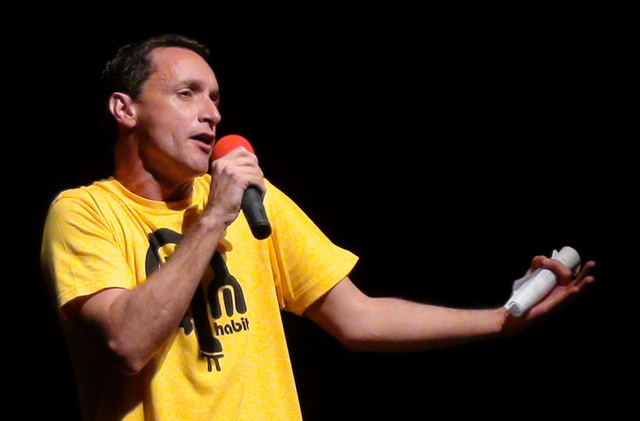
Stefan Hart de Keating (1971-)

## Institutions
- Nombreuses revues littéraires mauriciennes :
  - Italiques, le magazine annuel des livres, L’étoile et la clef, Revi kiltir kreol, Autopsie (1998-2000), Tracés (2000), Point barre
  - Revues de BD : Ticomix, Koli explosif
- Prix littéraires
  - Prix des cinq continents de la francophonie
  - Prix RFO du livre
  - Prix Beaumarchais des écritures dramatiques de l’Océan Indien
  - Prix des Mascareignes
  - Prix Jean-Fanchette